# Helmut Nack
Helmut Nack (* 26. Oktober 1922 in Stettin; † 10. Februar 1983 in Hamburg) war ein deutscher Gewerkschafter und Politiker der SPD.

## Leben
Am 25. März 1940 beantragte Nack die Aufnahme in die NSDAP und wurde zum 1. September desselben Jahres aufgenommen (Mitgliedsnummer 7.714.063).
Nach dem Zweiten Weltkrieg und einem Aufenthalt im Lazarett ging Nack nach Lütjenburg und begann dort 1946 eine Ausbildung zum Feinmechaniker in der Firma Mauerhoff. Dort war er nach Abschluss auch tätig und wurde zum Vorsitzenden des Betriebsrats gewählt. Daneben war er seit 1953 ehrenamtlicher Verwaltungs- und Sozialrichter.
Nack war ehrenamtlicher Vorsitzender des DGB in Lütjenburg. 1952 übernahm er bei der IG Metall in Kiel eine Tätigkeit als Gewerkschaftssekretär für Jugend, Handwerk und Angestellte. 1962 ging Nack nach Hamburg und wurde dort Vorsitzender und Geschäftsführer der IG Metall im Stadtbezirk Bergedorf. 1964 wurde er zudem Vorsitzender des DGB-Ortskartells Bergedorf. Beide Funktionen übte er bis zu seiner Pensionierung 1982 aus. Zudem gehörte er seit 1963 der Bezirksleitung des DGB Hamburg an.

## Politik
Nack, der bereits Stadtverordneter in Lütjenburg war, kandidierte im Dezember 1982 bei den vorgezogenen Neuwahlen sowohl für die Hamburgische Bürgerschaft als auch für die Bezirksversammlung in Bergedorf. Die Wahl in die Bezirksversammlung war erfolgreich. Den Einzug in die Bürgerschaft verpasste er zunächst, jedoch rückte er für ein Senatsmitglied nach. Aufgrund gesundheitlicher Probleme konnte er seine Mandate jedoch nicht ausüben, er verstarb nur wenige Wochen nach der Wahl.

## Ehrungen
1996 wurde die Helmut-Nack-Straße in Bergedorf nach ihm benannt.